# Club Atlético 9 de Julio (Rafaela)
El Club Atlético 9 de Julio, también conocido como 9 de Julio de Rafaela, es un club  de la ciudad de Rafaela en la provincia de Santa Fe. Fundado el 9 de julio de 1904 por tres jóvenes (Eduardo Tello, Luis Gunzinger y Atilio Scarazzini). 
En fútbol milita desde 2023 en el Torneo Federal A, además de formar parte de la Liga Rafaelina de Fútbol.
Su clásico rival es Atlético de Rafaela, y además tiene una gran rivalidad con Ben Hur (R). Su estadio, denominado "Germán Solterman", posee una capacidad de 12.000 personas y se ubica en la calle Ayacucho 309, entre Bolívar y Pellegrini.

## Historia

### Inicios
A principios del siglo XX, más precisamente mediados de 1904 en el pequeño pero incipiente poblado de Rafaela, tres jóvenes de 12 años (Eduardo Tello, Luis Gunzinger y Atilio Scarazzini) decidieron fundar un club, movilizados por su pasión por el fútbol. Dicho club recibió el nombre de “Central Norte” por la simple razón del espacio geográfico que ocupaban. Los primeros partidos se desarrollaron en diferentes terrenos baldíos de la zona.
Dos años después, en 1906, un vecino del lugar, Paulino Rosales, le ofreció a los fundadores unos recibos impresos con el nombre de Club 9 de Julio, lo que los motivó a cambiar de nombre y adoptar dicha denominación. Además, por esa misma época, se mudaron a un predio ubicado en calle Ayacucho, sitio donde hasta hoy en día funciona la sede social de la institución.
En el año 1925, el “9” participó en la Liga Rosarina de Fútbol, disputando partidos con Central, Newell's, Tiro Federal, entre otros. Al mismo tiempo, se realizaron encuentros con equipos de la capital provincial: Unión, Colón y Sportivo, afiliándose a principio de la década del '30 a la Liga Santafesina de Fútbol. 
En 1947 se inauguraron las torres de iluminación del estadio de fútbol con un partido amistoso frente a San Lorenzo de Almagro. Dos años después, se inició la construcción de la tribuna de cemento, la cual estuvo a cargo de dirigentes y socios, que gratuitamente colaboraron en la mano de obra.

### Torneo del Interior
En 1986, logró participar del Torneo del Interior para la temporada 1986-87, donde quedó 1° en la Zona A de Santa Fe accediendo a la Región Centro, donde quedó a un punto de la zona de acceso a la Etapa Zonal, mientras que en la de 1987-88, por el grupo C de la Región Norte de la Zona Noroeste, terminó primero, pero quedó segundo por la Región Litoral en la 2ª Fase de la misma zona. 
En la temporada de 1989-90 venció a Sp. del Norte y a Ceres Unidos en la final por el grupo H de la Región Litoral, ya en la 2.ª fase venció a Romang FC y en la final a Ceres Unidos por el Grupo 4 y accedió a la Fase Final donde venció a Centenario y venció en la final a Argentino de Firmat por 4 a 1 global y se consagró campeón por primera vez, accediendo al Zonal Noroeste por el ascenso a la B Nacional, sin embargo, perdió 3 a 2 en el global con All Boys por cuartos de final.
En 1991 llegó hasta la fase final donde venció al Central Argentino Olímpico, pero cayó en la final por 3 a 2 global ante Gimnasia de Concepción de Uruguay. Para la temporada 1991-92 superó a Ceres Unidos y 9 de Julio de Arequito en el grupo 1 de la Región Litoral y en la segunda fase a Juan XXIII y el club de Arequito por el Grupo 3 y en la fase final venció a Arroyo Seco y en la final por 6 a 2 global a San Benito consiguiendo su segundo campeonato, ya en el zonal Noroeste por el ascenso cayó en cuartos ante Sarmiento de Junín por 4 a 2 en el global.
En 1993 llegó a la Fase final, tras eliminar a Ceres Unidos y Ocampo Fábrica en la primera fase y al Arroyo Seco y Sp. del Norte en la segunda, sin embargo, cayó 5 a 2 en el global con Patronato. En 1994 no participó y en 1995 quedó último en el grupo 7 en la segunda fase.

### Argentino B
Participó por primera vez en la temporada 1997-98, en donde quedó 2° en el Grupo 2-A de la zona de Litoral. En la temporada 1999-00 quedó 1° en el Grupo 7 de la 1ª fase pero 2° en el grupo 4 de la segunda.

### Ascenso al Argentino A
En el Torneo Argentino B 2000-01, 9 de Julio participó en la Zona Norte del subgrupo Santa Fe de la Región Central, quedando primero accedió al subgrupo 1 de la Región Central de la 2ª fase, donde también quedó primero y accedió al Grupo E de la 3ª fase, quedando primero y accediendo a la 4.ª fase, quedando primero y accedió a la fase final. En la última fecha del grupo B, se le dio por ganado a 9 de Julio 1 a 0 el encuentro ante Central Norte en Salta, logrando el campeonato y primer ascenso al Argentino A.
Para la temporada 2001-02 del Argentino A, el conjunto quedó a 2 puntos de la promoción por el descenso en su zona.

### Descenso al Argentino B
En el Torneo Argentino A 2002-03 el conjunto terminó último en la Zona Centro en el Apertura y Clausura, quedando penúltimo en la zona de descenso, descendiendo para la siguiente temporada al argentino B, donde terminaría 2° en la Zona 21 pero caería en penales con su homónimo de Monteros en la 1° eliminatoria del 1° ascenso.

### Retorno al Argentino A
En el Torneo Argentino B 2004-05, 9 de Julio terminó 2° en la zona H del Apertura accediendo a la 2ª fase, donde venció a Atlético Uruguay 4 a 3 y accedió a la 3ª fase y venció´5 a 3 a Chaco For Ever y accedió a semifinales, en el Clausura terminaría penúltimo en la misma zona perdiendo la chance de jugar directamente la final. En semifinales cayó 4 a 0 ente Sp. Patria perdiendo 4 a 3 en el global, accediendo a la Liguilla donde venció 2 a 1 en el global a Sp. Belgrano ascendiendo al Argentino A.
En la temporada 2005-06 del Argentino A terminó penúltimo en su zona en el Apertura, mientras que en el Clausura terminó tercero y accedió a la segunda fase, quedando eliminado en cuartos de final con San Martín de Tucumán. En la temporada 2006-07 terminó sexto en su zona. En la temporada 2007-08 terminó penúltimo en su zona a 2 puntos de la promoción por el descenso. En la temporada 2008-09 realizó una buena campaña terminando tercero en su zona accediendo a la Fase Final que definía a los finalistas, instancia que no logró alcanzar. En la temporada 2009-10 terminó penúltimo en su zona del Apertura y cuarto a 2 puntos de la segunda fase en el clausura.

### Nuevo descenso al Argentino B
En el Torneo Argentino A 2010-11, 9 de julio compitió en la Zona 3 y terminó último, teniendo que jugar la Zona C de la reválida. En la penúltima fecha de la reválida, 9 de Julio empató 2 a 2 con Gimnasia de Concepción en Rafaela descendiendo al Torneo Argentino B.
En la temporada 2013-14 terminó último en la Zona 7 descendiendo al nuevo Federal C, sucesor del Torneo del Interior/Argentino C, sin embargo, para la temporada 2014 fue invitado a participar del nuevo Federal B en el cual terminó 2° de la zona 7 clasificando a la 1.ª ronda, en la que venció 5 a 3 a Sp. Rivadavia en el global, pero quedó eliminado en la 2.ª ronda por Unión de Sunchales por 3 a 2 en el global.

### Ascenso al Federal A
En el 2023 mediante un repechaje 9 de julio logró el ascenso al Torneo Federal A venciendo por 3-1 a Camioneros Argentinos del Norte en la cancha de Club Atlético Güemes.

## Infraestructura

### Primeros estadios
El primer estadio donde 9 de Julio hizo de local estuvo ubicada en Chacabuco y Catamarca y la segunda, en la “quinta Beraza”, en Alsina y Mendoza.
Luego gracias al aporte de socios y dirigentes el Club compró una manzana en Salta y Coronel Lagos, donde construyó la cancha de fútbol, inaugurada el 9 de julio de 1919.

### Estadio actual
En 1938 el Club compró un lote de 5 hectáreas donde se construyó el Estadio de fútbol, inaugurado el 22 de diciembre de 1941.
En 1973, por Asamblea extraordinaria el Club decidió modificar el predio donde estaba ubicado el Estadio, se construyeron dos canchas, una principal con tribunas, vestuarios, cabinas de transmisión, alambrado olímpico y una auxiliar. Fue inaugurada en 1974.

## Presidentes
| N.°  | Presidente               | Mandatos    |
| ---- | ------------------------ | ----------- |
| 1.º  | Carlos Ortiz Costa       | 1914 - 1915 |
| 2.º  | Rogelio Pérez            | 1915 - 1916 |
| 3.º  | Raúl Benedetti           | 1916 - 1917 |
| 4.º  | Ramón N. Poratti         | 1917 - 1932 |
| 5.º  | Exequiel Vélez           | 1932 - 1933 |
| 6.º  | Pedro Díaz Súnico        | 1933 - 1934 |
| 7.º  | Ramón N. Poratti         | 1934 - 1942 |
| 8.º  | Alfredo Osores Soler     | 1942 - 1946 |
| 9.º  | Adolfo Ramón Poratti     | 1946 - 1948 |
| 10.º | Ulderico Massaccessi     | 1948 - 1954 |
| 11.º | Raúl Elizalde            | 1954 - 1956 |
| 12.º | Santos Abel de la Plaza  | 1956 - 1958 |
| 13.º | Ulderico Massaccessi     | 1958 - 1960 |
| 14.º | Santos Abel de la Plaza  | 1960 - 1963 |
| 15.º | Eduardo Picardo          | 1963 - 1964 |
| 16.º | Ernesto B. Báncora       | 1964 - 1968 |
| 17.º | Juan Carlos Schiaffino   | 1968 - 1970 |
| 18.º | Domingo Luis Merlo       | 1970 - 1972 |
| 19.º | Horacio Carlos Silvestre | 1972 - 1974 |
| 20.º | Domingo Graziano         | 1974 - 1976 |
| 21.º | Juan Carlos Schiaffino   | 1976 - 1978 |
| 22.º | Horacio Carlos Silvestre | 1978 - 1986 |
| 23.º | Jorge Abitante           | 1986 - 1990 |
| 24.º | Mario A. Arostegui       | 1990- 1998  |
| 25.º | Rodolfo Luis Rodríguez   | 2000 - 2004 |
| 26.º | Federico Rainer          | 2004 - 2006 |
| 27.º | Rafael Vanina            | 2006 - 2008 |
| 28.º | Federico Rainer          | 2008 - 2011 |
| 29.º | Ariel Omar Potente       | 2011 - 2013 |
| 30.º | Federico Rainer          | 2013 - 2015 |
| 31.º | Hernán Ariel Bono        | 2015 - 2019 |
| 32.º | Victor Mafferetti        | 2019 - 2021 |
| 33.º | Hugo Morel               | 2021 - 2023 |
| 34.º | Emiliano Montagna        | 2023 - Act  |

### Comisión directiva 2023-presente
| Comisión directiva |
| |
| - Presidente: Emiliano Montagna - Vicepresidente 1.º: Gustavo Foglia - Vicepresidente 2.º: Marcelo Andretich - Secretario: Nicolás Olivero - Pro Secretario Walter Gunzinger - Tesorero Lucas Astrada - Pro Tesorero Fabián Marengo - Vocal Titular 1.º: Juan José Peretti - Vocal Titular 2.º: Natalia Francia - Vocal Titular 3.º: Santiago Andretich - Vocal Titular 4.º: Cristian Sosa - Vocal Titular 5.º: Daniel Iturria - Vocal Suplente 1.º: Sergio Sara - Vocal Suplente 2.º: Gastón Astesano - Vocal Suplente 3.º: Federico Astesano - Vocal Suplente 4.º: Diego Lufiego - Vocal Suplente 5.º: Alexis Berardi |
| |

## Indumentaria
| Proveedor actual | Patrocinadores principales           | Patrocinadores secundarios                                   |
| ---------------- | ------------------------------------ | ------------------------------------------------------------ |
| Ipro             | Red Gama SRL Carlos Andretich Prodas | Pinturerías Elsener FrioRaf SuperMundo Case Aversa Mayorista |

## Jugadores

### Plantel 2025
- Actualizado al 15 de marzo de 2025

- Los equipos argentinos están limitados a tener un cupo máximo de seis jugadores extranjeros, aunque solo cinco podrán firmar la planilla del partido

#### Altas
| Verano               |                |                               |                      |
| Franco Fragueda      | Guardameta     | Sarmiento de Leones           | Regresa del préstamo |
| Joaquín Gómez        | Guardameta     | Huracán de Comodoro Rivadavia | Regresa del préstamo |
| Sebastián Acuña      | Defensa        | Quilmes de Villa Allende      | Regresa del préstamo |
| Jerónimo Almada      | Defensa        | Unión de Sunchales            | Libre                |
| Tomás Androetto      | Defensa        | Quilmes de Villa Allende      | Libre                |
| Nahuel Bravo         | Defensa        | Libertad de Sunchales         | Libre                |
| Facundo Centurión    | Defensa        | Gimnasia y Esgrima (Ch)       | Regresa del préstamo |
| Gastón Galván        | Defensa        | Colón de Santa Fe             | Libre                |
| Axel Gravenbarter    | Defensa        | Libertad de Sunchales         | Regresa del préstamo |
| Facundo Martínez     | Defensa        | Colón de Santa Fe             | Libre                |
| Maximiliano Martínez | Defensa        | Ferrocarril del Estado        | Regresa del préstamo |
| Emanuel Querini      | Defensa        | Sportivo San Francisco        | Regresa del préstamo |
| Tomás Abondetto      | Centrocampista | Colón de Santa Fe             | Libre                |
| Maximiliano Aguilar  | Centrocampista | UAI Urquiza                   | Libre                |
| Jeremías Bustos      | Centrocampista | Unión de Santa Fe             | Préstamo             |
| Tobías Macies        | Centrocampista | Gimnasia y Esgrima (Ch)       | Regresa del préstamo |
| Facundo Maldonado    | Centrocampista | Sportivo Suardi               | Regresa del préstamo |
| Lautaro Ocampo       | Centrocampista | Sportivo Norte de Rafaela     | Regresa del préstamo |
| Braian Peralta       | Centrocampista | Gimnasia y Esgrima (Ch)       | Regresa del préstamo |
| Lucas Quiroz         | Centrocampista | Ferrocarril del Estado        | Regresa del préstamo |
| Alex Salcedo         | Centrocampista | San Martín de Tucumán         | Libre                |
| Leandro Zabala       | Centrocampista | Colón de Santa Fe             | Préstamo             |
| Nicolás Del Sole     | Delantero      | Acción Juvenil                | Libre                |
| Maximiliano Ibañez   | Delantero      | Gimnasia y Tiro de Salta      | Libre                |
| Mariano Meynier      | Delantero      | Unión de Santa Fe             | Préstamo             |
| Alan Sosa            | Delantero      | Ferrocarril del Estado        | Libre                |
| Martín Sterren       | Delantero      | Sportivo Suardi               | Regresa del préstamo |
| Invierno             |                |                               |                      |
| -                    | -              | -                             | -                    |

#### Bajas
| Verano              |                |                             |                  |
| Felipe Dettler      | Defensa        | Colón de Santa Fe           | Fin del préstamo |
| Alejo Ceccherini    | Centrocampista | Atlético Rafaela            | Fin del préstamo |
| Santiago Colombatti | Centrocampista | Atlético Rafaela            | Fin del préstamo |
| Nahuel Denis        | Centrocampista | Gimnasia y Esgrima de Jujuy | Fin del préstamo |
| Agustín Alfano      | Delantero      | Atlético Rafaela            | Fin del préstamo |
| Agustín Bianciotti  | Delantero      | Atlético Rafaela            | Fin del préstamo |
| Franco Déboli       | Delantero      | Colón de Santa Fe           | Fin del préstamo |
| Fernando Núñez      | Delantero      | Agente libre                | Fin de contrato  |
| Invierno            |                |                             |                  |
| -                   | -              | -                           | -                |

#### Cesiones
| Jugador        | Posición       | Destino                     | Fin del préstamo |
| -------------- | -------------- | --------------------------- | ---------------- |
| Agustín López  | Centrocampista | Costa Brava de General Pico | 28-02-2025       |
| Marcos Pedrozo | Delantero      | Libertad de Sunchales       | 28-02-2025       |

## Datos del club
Total de temporadas en AFA: 32
- Temporadas en Primera División:0
- Temporadas en Segunda División: 0
- Temporadas en Tercera División: 16
  - Torneo del Interior: 6 (1987-88, 1989-90 - 1992-93, 1994-95).
  - Torneo Argentino A: 8 (2001-02 - 2002-03, 2005-06 - 2010-11).
  - Torneo Federal A: 2 (2023 - 2024).
- Ubicación en la tabla histórica de Tercera División: 36.º
- Mejor ubicación en Tercera División: Semifinalista Región Litoral (1990-91).
- Peor ubicación en Tercera División: 24.º (2010-11).
- Máxima goleada a favor en Tercera División:
- Máxima goleada en contra en Tercera División:
- Temporadas en Cuarta División: 16
  - Torneo Argentino B: 8 (1995-96, 2010-11 - 2013-14).
  - Torneo Federal B: 4 (2014 - 2017).
  - Torneo Regional Federal Amateur: 4 (2019 - 2020, 2021-22 - 2022-23).
- Mejor posición en Cuarta División: 1.º (2000-01).
- Peor posición en Cuarta División: 10.º Zona 7 (2013-14).
- Máxima goleada a favor en Cuarta División:
- Máxima goleada en contra en Cuarta División:

## Temporadas
| Torneo del Interior 1987-88 | 12  | 6   | 3  | 3   | 27  | 13  | +14 |
| Torneo del Interior 1988-89 | -   | -   | -  | -   | -   | -   | -   |
| Torneo del Interior 1989-90 | 14  | 10  | 0  | 4   | 32  | 9   | +23 |
| Torneo del Interior 1990-91 | 12  | 10  | 1  | 1   | 33  | 9   | +24 |
| Torneo del Interior 1991-92 | 14  | 8   | 2  | 4   | 27  | 12  | +13 |
| Torneo del Interior 1992-93 | 10  | 5   | 3  | 2   | 20  | 7   | +13 |
| Torneo del Interior 1993-94 | -   | -   | -  | -   | -   | -   | -   |
| Torneo del Interior 1994-95 | 16  | 8   | 4  | 4   | 23  | 16  | +7  |
| Argentino A 2001-02         | 18  | 9   | 1  | 8   | 27  | 34  | -7  |
| Argentino A 2002-03         | 20  | 5   | 4  | 11  | 22  | 39  | -17 |
| Argentino A 2005-06         | 26  | 8   | 9  | 9   | 44  | 40  | +4  |
| Argentino A 2006-07         | 28  | 12  | 5  | 11  | 42  | 35  | +7  |
| Argentino A 2007-08         | 32  | 9   | 9  | 14  | 37  | 46  | -9  |
| Argentino A 2008-09         | 38  | 16  | 10 | 12  | 57  | 42  | +15 |
| Argentino A 2009-10         | 32  | 9   | 9  | 14  | 37  | 46  | -9  |
| Argentino A 2010-11         | 36  | 7   | 10 | 19  | 42  | 60  | -18 |
| Federal A 2023              | 32  | 11  | 8  | 13  | 34  | 34  | 0   |
| Federal A 2024              | 0   | 0   | 0  | 0   | 0   | 0   | 0   |
| Total                       | 340 | 133 | 78 | 129 | 504 | 442 | +62 |

| 1977                        | 2   | 0   | 1  | 1  | 2   | 7   | -5  |
| Argentino B 1997-98         | 4   | 1   | 3  | 0  | 6   | 4   | +2  |
| Argentino B 1998-99         | -   | -   | -  | -  | -   | -   | -   |
| Argentino B 1999-00         | 10  | 7   | 2  | 1  | 25  | 9   | +16 |
| Argentino B 2000-01         | 26  | 20  | 2  | 4  | 67  | 36  | +31 |
| Argentino B 2003-04         | 8   | 3   | 3  | 2  | 11  | 6   | +5  |
| Argentino B 2004-05         | 28  | 11  | 10 | 7  | 41  | 31  | +10 |
| Argentino B 2011-12         | 24  | 7   | 9  | 12 | 21  | 33  | -12 |
| Argentino B 2012-13         | 32  | 11  | 10 | 11 | 35  | 39  | -4  |
| Argentino B 2013-14         | 18  | 4   | 4  | 10 | 15  | 30  | -15 |
| Federal B 2014              | 18  | 7   | 7  | 4  | 18  | 16  | +2  |
| Federal B 2015              | 26  | 11  | 8  | 7  | 35  | 26  | +9  |
| Federal B 2016 + Comp. 2016 | 22  | 7   | 7  | 8  | 25  | 32  | -7  |
| Federal B 2017              | 18  | 7   | 6  | 5  | 28  | 21  | -   |
| Regional Amateur 2019       | 8   | 3   | 2  | 3  | 13  | 15  | -2  |
| Regional Amateur 2020       | 11  | 6   | 1  | 4  | 22  | 15  | +7  |
| Regional Amateur 2021-22    | 6   | 2   | 3  | 1  | 11  | 6   | +5  |
| Regional Amateur 2022-23    | 16  | 9   | 5  | 2  | 21  | 5   | +16 |
| Total                       | 299 | 129 | 87 | 87 | 447 | 356 | +91 |

| Copa de la República 1944 | Primera Ronda | 1 | 0 | 0 | 1 | 2 | 4  | -2  |
| Copa de la República 1945 | Primera Ronda | 1 | 0 | 0 | 1 | 2 | 6  | -4  |
| 1969-1970                 | No participó  | - | - | - | - | - | -  | -   |
| Copa Argentina 2011-12    | Tercera Ronda | 2 | 0 | 2 | 0 | 1 | 1  | 0   |
| Copa Argentina 2012-13    | Primera Ronda | 1 | 0 | 0 | 1 | 0 | 1  | -1  |
| Copa Argentina 2013-14    | Segunda Ronda | 1 | 0 | 0 | 1 | 1 | 3  | -2  |
| Copa Argentina 2014-15    | Tercera Ronda | 3 | 1 | 1 | 1 | 2 | 3  | -1  |
| 2016-2024                 | No clasificó  | - | - | - | - | - | -  | -   |
| Total                     |               | 9 | 1 | 3 | 5 | 8 | 18 | -10 |

| 1931                      | -  | -  | -  | -  | -   | -  | -   |
| 1932 - 1934 No se disputó | -  | -  | -  | -  | -   | -  | -   |
| 1935                      | 8  | 7  | 0  | 1  | 21  | 5  | +16 |
| 1936                      | 6  | 3  | 2  | 1  | 16  | 17 | -1  |
| 1937 - 1939 No se disputó | -  | -  | -  | -  | -   | -  | -   |
| 1940 - 2022               | -  | -  | -  | -  | -   | -  | -   |
| Clausura 2022             | 17 | 12 | 3  | 2  | 32  | 10 | +22 |
| Apertura 2023             | 9  | 1  | 1  | 7  | 6   | 17 | -11 |
| Clausura 2023             | 17 | 8  | 4  | 5  | 27  | 20 | +7  |
| Total                     | 57 | 31 | 10 | 17 | 102 | 69 | +33 |

| Liga Santafesina 1933 | 13 | 4  | 2 | 7  | 16 | 27 | -11 |
| Liga Santafesina 1934 | 16 | 6  | 0 | 10 | 29 | 39 | -10 |
| Total                 | 29 | 10 | 2 | 17 | 45 | 66 | -21 |

| Liga Esperancina 1939 | - | - | - | - | - | - | - |
| Liga Esperancina 1940 | - | - | - | - | - | - | - |
| Total                 | - | - | - | - | - | - | - |

| Copa Santa Fe 2016 | Segunda Ronda    | 2  | 1  | 0 | 1 | 5  | 5  | 0   |
| Copa Santa Fe 2017 | Cuartos de final | 5  | 3  | 1 | 1 | 7  | 2  | +5  |
| Copa Santa Fe 2018 | Tercera Ronda    | 4  | 2  | 0 | 2 | 3  | 3  | 0   |
| Copa Santa Fe 2019 | Tercera ronda    | 4  | 1  | 3 | 0 | 5  | 3  | +2  |
| Copa Santa Fe 2022 | Subcampeón       | 7  | 4  | 2 | 1 | 7  | 3  | +4  |
| Copa Santa Fe 2023 | Octavos de final | 3  | 1  | 2 | 0 | 4  | 3  | +1  |
| Total              | 6/6              | 25 | 12 | 8 | 5 | 31 | 19 | +12 |

## Palmarés
| Torneos Nacionales                    | Torneos Nacionales                                                                                                | Torneos Nacionales |
| Competición                           | Títulos | Subcampeonatos     |
| Cuarta División                       | Cuarta División                                                                                                   | Cuarta División    |
| ------------------------------------- | --- | ------------------ |
| Torneo Argentino B (1/0)              | 2000-01 |                    |
| Torneo Regional Federal Amateur (0/1) | | 2022-23            |
| Torneos Provinciales                  | |                    |
| Competición                           | Títulos | Subcampeonatos     |
| Copa Santa Fe (0/1)                   | | 2022               |
| Torneos Regionales                    | |                    |
| Competición                           | Títulos | Subcampeonatos *   |
| Liga Rafaelina de Fútbol (19)         | 1928, 1929, 1930, 1941, 1943, 1944, 1945, 1957, 1959, 1961, 1962, 1963, 1984, 1988, 1991, 1993, 1998, 2004 y 2007 | 1935, 2022         |

- Incompleto